# 寇昉
寇昉（1963年10月—），男，汉族，陕西西安人，中华人民共和国政治人物，二级大法官，曾任吉林省高级人民法院党组书记、院长，现任北京市高级人民法院院长。

## 生平
2018年2月24日，当选为第十三届全国人大代表。